# Медаль общественного благосостояния
Public Welfare Medal — самая престижная награда Национальной академии наук США: за выдающееся применение науки для общественного благосостояния. Была учреждена в 1914 году и тогда же присуждена впервые, а с 1976 года вручается ежегодно. В числе награждённых Алан Алда, Нил Деграсс Тайсон, Билл и Мелинда Гейтс, Исмаил Серагельдин, Юджини Скотт, Нил Лейн, Борлоуг, Норман Эрнест, Уильям Голден, Сингер, Максин, Эверетт Куп и Карл Саган.

## Награждённые
- 2023 — Freeman A. Hrabowski III[англ.]
- 2022 — Джон Холдрен
- 2021 — Энтони Фаучи
- 2020 — Кэтлин Джеймисон
- 2019 — Агнес Калибата[англ.]
- 2018 — Пол Фармер
- 2017 — Джейн Любченко
- 2016 — Алан Алда
- 2015 — Нил Деграсс Тайсон
- 2014 — Джон Портер[англ.]
- 2013 — Билл Гейтс и Мелинда Гейтс
- 2012 — Харольд Шапиро
- 2011 — Исмаил Серагельдин
- 2010 — Юджини Скотт
- 2009 — Нил Лейн
- 2008 — Норман Нойрайтер[англ.]
- 2007 — Максин Сингер
- 2006 — Норман Августин[англ.]
- 2005 — Уильям Фейги
- 2004 — Морис Стронг
- 2003 — Ширли Малком[англ.]
- 2002 — Борлоуг Норман
- 2001 — Дэвид Кесслер[англ.]
- 2000 — Гилберт Уайт
- 1999 — Бекман, Арнольд
- 1996 — Уильям Голден[англ.]
- 1994 — Карл Саган
- 1990 — Эверетт Куп[англ.]